# Daniel Blaufuks
Daniel Blaufuks (* 1963 in Lissabon, Portugal) ist ein portugiesischer Künstler deutsch-polnisch-jüdischer Abstammung. Er ist vor allem als Kunstphotograph und Videokünstler tätig.
In seinem Werk beschäftigt er sich mit der Symbiose zwischen Photographie und Literatur. Ein weiterer Schwerpunkt seines Schaffens ist die künstlerische Aufarbeitung und Archivierung der Vergangenheit, vor allem der Shoa bzw. des Holocausts.

## Leben und Wirken
Blaufuks entstammt einer aschkenasisch-jüdischen Familie deutsch-polnischer Herkunft, die in den 1930er Jahren vor den Nazis nach Portugal floh. Dort wurde er 1963 geboren und studierte Philosophie in Wales.
Erste Arbeiten entstanden Mitte der 1980er Jahre. Von 1976 bis 1983 lebte er in Deutschland. Später war er als Photograph unter anderem für das Musikmagazin Blitz in Portugal tätig, sowie für die Zeitung O Independente und die portugiesische Ausgabe von Marie-Claire.
Blaufuks ist als Dozent tätig an der Universität Lissabon sowie der Katholischen Universität Lissabon.

## Künstlerisches Schaffen
Seine künstlerischen Vorbilder sind W. G. Sebald und Georges Perec. Er hat rund 20 Bildbände herausgebracht. Für ein Buch über Tanger arbeitete er mit Paul Bowles zusammen.
Videokunst, Kunstphotographie und Installationen sind die drei Schaffensschwerpunkte seines Werkes.
Die Ausstellung zu Under Strange Skies wurde im Lincoln Center in New York gezeigt, sowie auch in Lissabon, Siena und Madrid. Im Film Under Strange Skies erzählt er die reale Geschichte einer deutsch-jüdischen Familie, die vor den Nazis nach Portugal flieht und versucht, in die USA zu kommen und sich letztlich doch für Portugal entscheidet. Der Film ist unterlegt mit Texten von Alfred Döblin oder Heinrich Mann und anderen, nach Lissabon geflohenen deutschen Exilanten.
Weitere Ausstellungen oder Vorführungen hatte er in Mannheim, Rio de Janeiro und im Deutschen Haus in New York. Blaufuks’ Film Judenrein wurde 2019 auf dem Jüdischen Filmfestival in Berlin gezeigt.
Er brachte auch einen Bildband über das KZ Theresienstadt heraus.
Blaufuks verbindet in seinem Œuvre auch die Erinnerungskultur vor allem an die Shoa und die Vermittlung durch die Kunst, um diese dem Vergessen zu entziehen und auch auf einer anderen Ebene vor allem nachfolgenden Generationen zugänglich zu machen und neue Wege der Erinnerungskultur zu schaffen, die vor allem die Jugend anspricht.

## Werk

### Bücher (Auswahl)
- London Diaries, 1994.
- Ein Tag in Mostar, 1995.
- Uma viagem a st. Petersburgo, 1998.
- O archivo/the archive, 2008 (Buch mit Texten von bedeutenden Autoren, untermalt mit Photographien von D. Blaufuks).
- Teresin, (Bildband über Theresienstadt), 2010, Steidl-Verlag.
- My Tangier, (Bildband über Tanger, zusammen mit Paul Bowles).
- Fabrica, (Fabriken), 2012.
- All the memory of the world, part one (Buch, das die Erinnerung an den Holocaust auf photographischer Ebene festhält). 2014.
- The business of living (Wie es sich lebt), 2015.
- Attempting Exhausion, 2017.
- 1 + 1 =1, Bildband, 2019.
- Lisboa Cliché (port. und engl. Version), Fotos und Texte zum Lissabon der 1980er, 2022

### Filmographie (Auswahl)
- Life is not a picnic, 1998.
- Black and White, 2000 (Dokumentation über ein farbenblindes Mädchen)
- Reversed Landscapes, 2002 (über portugiesische Architektur)
- Under strange skies, 2002 (57 Minuten), Dokumentarfilm.
- Eden, 2011, Dokumentarlfilm.
- Slightly smaller than Indiana (2006, Dokumentation über das gegenwärtige Portugal).
- Judenrein, 2019. (10 Min), Dokumentarkurzfilm.

## Auszeichnungen (Auswahl)
- Kodak-Preis, 1989.
- European Photography Award, 1996.
- Best Photography Book of the year award, 2007.
- Bes Photo Award, 2007.
- Aica-Mc-Award, 2017.